# Томилово (Кемеровская область)
Томилово — деревня в Юргинском районе Кемеровской области России. Входит в состав Мальцевского сельского поселения.

## География
Деревня находится в северо-западной части области, к востоку от реки Чубур, к западу от реки Томь, на расстоянии примерно 25 километров (по прямой) к северу от районного центра города Юрга. Абсолютная высота — 101 метр над уровнем моря.
Часовой пояс
Деревня Томилово, как и вся Кемеровская область, находится в часовой зоне МСК+4. Смещение применяемого времени относительно UTC составляет +7:00.

## История
Основано в 1816 году. В «Списке населенных мест Российской империи» 1868 года издания населённый пункт упомянут как заводская деревня Томилова Томского округа (2-го участка) при речке Чубуре, расположенная в 57 верстах от окружного центра Томска. В деревне имелось 37 дворов и проживало 195 человек (91 мужчина и 104 женщины).
В 1911 году в деревне, входившей в состав Тутальской волости Томского уезда, имелось 40 дворов и проживало 312 человек (163 мужчины и 149 женщин).
По данным 1926 года имелось 82 хозяйства и проживало 425 человек (в основном — русские). Функционировала школа I ступени. В административном отношении деревня входила в состав Мальцевского сельсовета Болотнинского района Томского округа Сибирского края.

## Население
| 2010 |
| ---- |
| 347  |

Половой состав
По данным Всероссийской переписи населения 2010 года в гендерной структуре населения мужчины составляли 47,8 %, женщины — соответственно 52,2 %.
Национальный состав
Согласно результатам переписи 2002 года, в национальной структуре населения русские составляли 95 % из 435 чел.

## Улицы
Уличная сеть деревни состоит из пяти улиц.